# A todos los chicos: P.D. Todavía te quiero
A todos los chicos: P.D. Todavía te quiero (en inglés: To All the Boys: P.S. I Still Love You) es una película de comedia romántica adolescente estadounidense de 2020 dirigida por Michael Fimognari y protagonizada por Lana Condor, Noah Centineo y Jordan Fisher en sus papeles principales. La película está basada en la novela P.D. Todavía te quiero de Jenny Han de 2015.
La película es una secuela de A todos los chicos de los que me enamoré (2018), y la segunda entrega de la serie de películas homónima. La película fue estrenada el 12 de febrero de 2020 exclusivamente en Netflix, con una tercera película titulada A todos los chicos: Para siempre, estrenada en febrero de 2021.

## Argumento
La película comienza justo donde quedó la anterior. Luego de afianzar su relación y ponerse de novios, Lara Jean (Lana Condor) empieza su relación con Peter Kavinsky (Noah Centineo), viviendo ella su primer noviazgo. Allí vive algunas situaciones típicas de una relación, como un primer beso y el primer San Valentín, entre otros, y sigue contando con la confianza de Kitty (Anna Cathcart), Margot (Janel Parrish) o Chris (Madeleine Arthur). Sin embargo, los problemas comienzan cuando se encuentra con un antiguo destinatario de una carta suya, John Ambrose (Jordan Fisher), floreciendo un nuevo sentimiento de amor. Este problema se entremezcla con la inseguridad ante su relación con Peter a causa, en especial, de su anterior relación con Gen (Emilija Baranac). Este conjunto de problemas la llevara a tener que confiar más en sí misma y en si puede querer a dos muchachos a la vez.

## Reparto
- Lana Condor es Lara Jean Covey, una estudiante de secundaria con ascendencia coreana, y el personaje principal.
- Noah Centineo es Peter Kavinsky, el novio de Lara Jean y un jugador de lacrosse popular.
- Jordan Fisher es John Ambrose McClaren, el chico del que Lara Jean estaba enamorada en sexto grado.
- Anna Cathcart es Kitty Covey, la hermana de Lara Jean que unió a ella y a Peter.
- Janel Parrish es Margot Covey, la hermana mayor madura y responsable de Lara Jean que va a la universidad en Escocia.
- Ross Butler es Trevor Pike, el buen amigo de Peter y Lara Jean y el novio de Chris.
- Madeleine Arthur es Christine, prima de Gen y la mejor amiga de Lara Jean que se hace llamar "Chris".
- Emilija Baranac es Gen, una chica linda y popular que es la ex de Peter y la mejor amiga de Lara Jean convertida en rival.
- Trezzo Mahoro es Lucas, el amigo gay y amable de Lara Jean, así como uno de sus antiguos amores.
- Holland Taylor es Stormy, una anciana excéntrica con un estilo impecable que vive en el hogar de ancianos en donde Lara Jean es voluntaria.
- Sarayu Rao es Trina Rothschild,  la amiga vecina de los Coveys que desarrolla un romance incipiente con el padre de Lara Jean.
- John Corbett es el doctor Covey, el padre amable y algo protector de Lara Jean.
- Kelcey Mawema es Emily, la amiga de Gen.
- Julie Tao es Haven, la prima coreana de los Coveys.
- Maddie Ziegler es una chica del equipo de animadoras.

## Producción

### Desarrollo
En agosto de 2018, Jenny Han, autora de las novelas en las que están basadas las películas, dijo sobre una secuela de la película A todos los chicos de los que me enamoré, que adaptaría el segundo libro de la serie de Han, P.D. Todavía te quiero:

Hay tantas cosas en el segundo libro que me encantaría ver en una secuela. La razón por la que escribí un segundo libro fue para el personaje de John Ambrose McClaren, que es un favorito de los fanáticos, y también es uno de mis favoritos. Me encantaría ver eso explorado, y también hay un personaje llamado Stormy que me encanta escribir. Me encantaría ver eso.

En noviembre de 2018, se informó que Netflix y Awesomeness Films de Paramount Pictures estaban en conversaciones para producir una secuela, y Netflix anunció el desarrollo de una secuela con Condor y Centineo en diciembre de 2018. En marzo de 2019, se informó que Michael Fimognari, el director de fotografía de la primera película haría su debut como director de largometraje con la secuela, reemplazando a la directora de la película original, Susan Johnson, quien se quedaría con la producción ejecutiva. También se anunció que Parrish, Cathcart y Corbett volverían a ser coprotagonistas.
Aunque en la primera película John Ambrose fue interpretado por Jordan Burtchett, en esta se volvió a hacer un nuevo casting y fue Jordan Fisher quien se quedaría con el papel del un antiguo amor de Lara Jean, y Ross Butler como Trevor Pike, uno de los mejores amigos de Peter. Madeleine Arthur volverá a interpretar su papel de Chris, mientras que Holland Taylor y Sarayu Rao se habían unido al elenco como Stormy McClaren y Trina Rothschild respectivamente.

### Rodaje

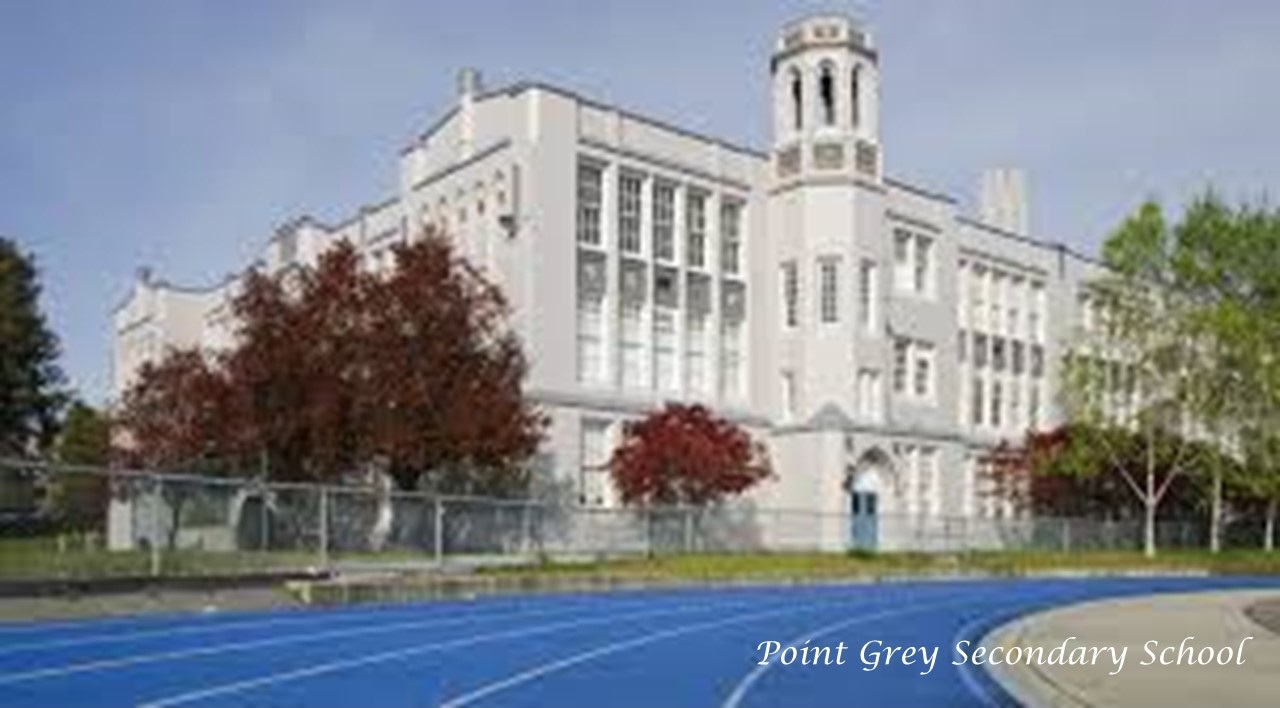
Escuela secundaria Point Gray de Vancouver, donde se filmaron las escenas escolares.

El rodaje comenzó en Vancouver, Columbia Británica, y sus alrededores el 27 de marzo de 2019. Al igual que en la primera película, las escenas en la escuela secundaria de Lara Jean se filmaron en la escuela secundaria Point Gray. El rodaje finalizó el 10 de mayo de 2019.

### Recepción y crítica
En el sitio web de agregación de reseñas Rotten Tomatoes, la película tiene una calificación de aprobación del 74% basada en 46 reseñas, con una calificación promedio de 6,56/10. El consenso crítico del sitio web dice: «A todos los chicos: P.D. Todavía te quiero [sic] puede parecer poco más que una posdata amable de su predecesor, pero los fanáticos del original aún deberían encontrar esto como una secuela deslumbrante.» En Metacritic, la película tiene una puntuación promedio ponderada de 54 de 100, basada en las críticas de 16 críticos, que indican "críticas mixtas o promedio".
Nick Allen de RogerEbert.com le dio a la película 2 estrellas y media de 4 posibles, y escribió que «su disfrute dependerá en gran medida de si quieres que Peter sea el chico principal que Lara ama o no.» Luego agregó que «es difícil superar la esperanza de que Lara Jean algún día pronto obtenga algo mejor: un mejor novio y una mejor película.»

## Banda sonora
La canción «Moral of the Story» de Ashe experimentó un éxito viral internacional luego de aparecer en la película. La banda sonora de la película fue lanzada digitalmente el 7 de febrero de 2020 por Capitol Records, con un lanzamiento en CD el 17 de abril y en vinilo el 22 de mayo.
| To All the Boys: P.S. I Still Love You (Music from the Netflix Film) |                             |                  |          |  |
| N.º                                                                  | Título                      | Artista          | Duración |  |
| 1.                                                                   | «I Can't Believe»           | Cyn              | 2:25     |  |
| 2.                                                                   | «Age of Consent»            | Cayetana         | 3:46     |  |
| 3.                                                                   | «About Love»                | Marina           | 3:34     |  |
| 4.                                                                   | «Crashing» (con Bahari)     | Illenium         | 3:50     |  |
| 5.                                                                   | «Moral of the Story»        | Ashe             | 3:21     |  |
| 6.                                                                   | «Midnight Sun»              | OTR, Ukiyo       | 3:55     |  |
| 7.                                                                   | «Purple Hat»                | Sofi Tukker      | 2:58     |  |
| 8.                                                                   | «Candy» (con Ryan Chambers) | Bad Child        | 2:16     |  |
| 9.                                                                   | «Way Back In»               | Ages and Ages    | 3:46     |  |
| 10.                                                                  | «As I'll Ever Be»           | Chaz Cardigan    | 2:26     |  |
| 11.                                                                  | «Honest»                    | Hanne Mjøen      | 3:35     |  |
| 12.                                                                  | «You're Mine»               | Lola Marsh       | 4:12     |  |
| 13.                                                                  | «You Should Be Dancing»     | The New Respects | 3:14     |  |
| 14.                                                                  | «Better by Myself»          | Hey Violet       | 3:14     |  |
| 15.                                                                  | «Something like This»       | Gordi            | 3:44     |  |
| 50:22                                                                |                             |                  |          |  |

## Secuela
Una tercera película, basada en la tercera novela de la trilogía, comenzó a filmarse el 15 de julio de 2019, dos meses después de la producción de la segunda película finalizada. La fecha de estreno está pensada para febrero de 2021.